# Доктор Живаго
Доктор Живаго је роман руског писца Бориса Пастернака.
Роман је добио име по своме протагонисти Јурију Живагу — лекару и хоби песнику. Реч „живаго“ дели свој корен с руском речи живот (жизнь). Живот је, уједно, једна од највећих и најважнијих тема овог романа. У њему је испричана прича о човеку који је разапет између две жене, чија је радња већим делом смештена у позадини Руске револуције, те касније током Руског грађанског рата који је трајао од 1918. до 1922. године. Још дубље, овај роман расправља о неприликама појединца пошто живот, који је одувек познавао, драматично раскидају силе које су изван његове контроле. Доктор Живаго је, такође, један од најпознатијих политичких романа 20. века.
Овај роман је неколико пута адаптиран за филм. Најпознатији филм који је снимљен по овоме роману је онај из 1965. године чији је редитељ био Дејвид Лин. Након тога, овај роман је још неколико пута доживио адаптације за филм, телевизију и позориште.

## Позадина

### Одбијање совјетске цензуре
Иако садржи одломке писане 1910-их и 1920-их, Доктор Живаго је завршен тек 1955. године. Роман је достављен књижевном часопису Нови мир („Новиј мир“) 1956. године. Међутим, уредништво је одбацило Пастернаков роман због имплицитног одбијања социјалистичког реализма. Аутор је, као и Живаго, показао више бриге за добробит појединаца него за добробит друштва. Совјетски цензори су неке одломке протумачили као антисовјетске . Они су се такође успротивили Пастернаковим суптилним критикама стаљинизма, колективизације, Велике чистке и Гулага.

### Преводи
Пастернак је пријатељима на Западу послао неколико примерака рукописа на руском. Године 1957. италијански издавач Ђанђакомо Фелтринели је организовао да роман прокријумчари из Совјетског Савеза Серђо Д'Анђело. Када је предао свој рукопис, Пастернак је добацио: „Овим сте позвани да ме гледате како се суочавам са стрељачким водом “. Упркос очајничким напорима Савеза совјетских писаца да спречи његово објављивање, Фелтринели је објавио италијански превод књиге у новембру 1957. Потражња за Доктором Живагом била је толико велика да је Фелтринели могао да лиценцира права на превод на осамнаест различитих језика много пре објављивања романа. Комунистичка партија Италије искључила је Фелтринелија из свог чланства у знак одмазде за његову улогу у објављивању романа за који су сматрали да је критичан према комунизму.

### Деловање ЦИА
Америчка Централна обавештајна агенција је схватила да је роман представљао прилику да осрамоти совјетску владу. Интерни меморандум похвалио је „велику пропагандну вредност“ књиге: не само да је текст имао централну хуманистичку поруку, већ би то што је совјетска влада потиснула велико књижевно дело могло да натера обичне грађане да се „питају шта није у реду са њиховом владом“.
ЦИА је почетком септембра 1958. године одлучила да објави 1.000 примерака издања у тврдом повезу на руском језику у плавом платну у издавачкој кући Mouton Publishers у Хагу и договорила је да их 365 буде дистрибуирано у ватиканском павиљону на Светском сајму у Бриселу 1958.
Штампање 1.000 примерака Mouton Publishers  фалсификоване верзије на руском језику, које је организовала ЦИА, имало је грешке у куцању и скраћене приче, и било је незаконито, јер нису били власници рукописа, што је касније исправљено навођењем имена правог власника права.
Аутор Иван Толстој тврди да је ЦИА пружила руку да обезбеди да доктор Живаго буде достављен Нобеловом комитету на оригиналном језику, како би Пастернак добио Нобелову награду и додатно наштетио међународном кредибилитету Совјетског Савеза . Он понавља и додаје додатне детаље Фетринелијевим тврдњама да су оперативци ЦИА пресрели и фотографисали рукопис романа и тајно штампали мали број књига на руском језику. Међутим, недавно објављени документи ЦИА-е не показују да су напори агенције да објави издање на руском језику, међутим, имали за циљ да помогну Пастернаку да добије Нобелову награду.
Својим истраживањима о историји издања допринела је и Ана Сергејева-Кљатис, руски филолог, након објављивања књиге Лазара Флајшмана Руска емиграција открива „Доктор Живаго“, где је сматрала да је једини могући закључак да је пиратско издање Доктора Живага покренула једна од највећих емигрантских организација у Европи: Централно удружење послератних емиграната. Иако је било познато да се ЦАПЕ бави антисовјетским активностима, штампање овог издања није било наметање сопствене политичке воље, већ пре одговор на духовне захтеве руске емиграције које је увелико узбуркало објављивање Пастернаковог романа на италијанском језику. без оригиналног руског издања.

## Награда
Борис Пастернак је 23. октобра 1958. проглашен добитником Нобелове награде за књижевност 1958. године. У цитату је приписан Пастернаков допринос руској лирици и његова улога у „настављању велике руске епске традиције“.

### Совјетска освета
Упркос његовој одлуци да одбије награду, Совјетски Савез писаца је наставио да осуђује Пастернака у совјетској штампи. Штавише, претило му је у најмању руку формално изгнанство на Запад. Као одговор, Пастернак је директно писао совјетском премијеру Никити Хрушчову : „Напуштање отаџбине значиће једнаку смрт за мене. За Русију сам везан рођењем, животом и радом.“ Након што је свргнут са власти 1964. године, Хрушчов је прочитао роман и осетио велико жаљење што је уопште забранио књигу.
Као резултат овога и посредовања индијског премијера Џавахарлала Нехруа, Пастернак није протеран из своје домовине.
Бил Молдин је произвео политичку карикатуру која је исмијавала кампању совјетске државе против Бориса Пастернака. Карикатура приказује Пастернака и још једног осуђеника како цепају дрвеће у снегу. У натпису Пастернак каже: „Освојио сам Нобелову награду за књижевност. Шта је био твој злочин?" Карикатура је добила Пулицерову награду за карикатуру 1959.

## Књига након смрти аутора
Пастернак је умро од рака плућа у својој дачи у Переделкину увече 30. маја 1960. године. Прво је позвао своје синове и у њиховом присуству рекао: „Ко ће највише патити због моје смрти? Ко ће највише патити? Само Ољуша хоће, а ја нисам имао времена да урадим ништа за њу. Најгоре је што ће она патити.“ Последње Пастернакове речи биле су: „Не чујем добро. А пред очима ми је магла. Али то ће нестати, зар не? Не заборавите да отворите прозор сутра.“
Упркос томе што се само мало обавештење појавило у Литерарној Газети, руком писана обавештења са датумом и временом сахране била су постављена широм система московског метроа. Као резултат тога, хиљаде обожавалаца отпутовало је из Москве на Пастернакову грађанску сахрану у Переделкину. Према Џону Столвортију, „добровољци су однели његов отворени ковчег до места његове сахране, а они који су били присутни (укључујући песника Андреја Вознесенског) рецитовали су напамет забрањену песму „Хамлет““.
Један од дисидентских говорника на надгробној служби рекао је: „Бог означава трњем пут изабраних, а Пастернака је Бог изабрао и обележио. Веровао је у вечност и припадаће јој... Изопштили смо Толстоја, одрекли смо се Достојевског, а сада се одричемо Пастернака. Све што нам доноси славу покушавамо да протерамо на Запад... Али ово не можемо дозволити. Ми волимо Пастернака и поштујемо га као песника... Слава Пастернаку!“
До 1980-их, Пастернакова поезија је објављивана само у јако цензурисаном облику. Штавише, његова репутација је и даље била ослоњена на стуб државне пропаганде све док Михаил Горбачов није прогласио перестројку.
Године 1988, након деценија кружења самиздатом, Доктор Живаго је коначно објављен на страницама Новог мира, који је прешао у више антикомунистичку позицију него за  време Пастернаковог живота. Следеће године, Јевгенију Борисовичу Пастернаку је коначно дозвољено да отпутује у Стокхолм да преузме Нобелову медаљу свог оца. На церемонији је виолончелиста Мстислав Ростропович извео Бахову композицију у част свог колеге совјетског дисидента.
Роман је део руског школског програма од 2003. где се учи у 11. разреду.

## Теме

### Усамљеност
У сенци свих ових великих политичких промена, видимо да свиме управља основна људска чежња за друштвом. Живаго и Паша, заљубљени у исту жену, путују Русијом у овим нестабилним временима у потрази за таквом стабилношћу. Обојица су укључени у скоро сваки ниво бурних времена са којима се Русија суочила у првој половини 20. века, али заједничка тема и мотивациона снага која стоји иза свих њихових кретања је недостатак стабилног кућног живота. Када први пут сретнемо Живага, он је отргнут од свега што зна. Он јеца и стоји на гробу своје мајке. Сведоци смо тренутка када је у његовом животу уништена сва стабилност, а остатак романа су његови покушаји да поново створи сигурност украдену од њега у тако младом добу. Након губитка мајке, Живаго развија чежњу за оним што је Фројд назвао „материнским објектом“ (женска љубав и наклоност), у својим каснијим романтичним односима са женама. Његов први брак, са Тоњом, није рођен из страсти, већ из пријатељства. На неки начин, Тоња преузима улогу мајке-фигуре коју је Живаго увек тражио, али јој је недостајала. Ово, међутим, није била романтична веза; иако јој се осећа лојално током свог живота, никада није могао да пронађе праву срећу са њом, јер њиховој вези недостаје жар који је био саставни део његовог односа са Ларом.

### Разочарaње револуционарном идеологијом
На почетку романа, између Руске револуције 1905. и Првог светског рата, ликови слободно расправљају о различитим филозофским и политичким идејама, укључујући марксизам, али након револуције и државног терора ратног комунизма, Живаго и други престају да говоре о политици. Живаго, тврдоглави неконформиста, у себи изговара „слепило“ револуционарне пропаганде и постаје огорчен „конформитетом и транспарентношћу лицемерја“ својих пријатеља који се придржавају преовлађујуће догме. Живагово ментално, па чак и физичко здравље се руши под притиском „сталног, систематског привида“ којим се од грађана, уместо да мисле својом главом, очекује да „покажу [се] из дана у дан супротно ономе што [они] осећају“. У епилогу, у којем је Русија обавијена Другим светским ратом, ликови Дудоров и Гордон расправљају о томе како је рат ујединио Русију против правог непријатеља, што је било боље од претходних дана Велике чистке када су Руси окренути једни против других од стране смртоносна, вештачка идеологија тоталитаризма . Ово одражава Пастернакову наду да ће суђења у Великом отаџбинском рату, да цитирамо преводиоца дела на енгелски Ричарда Певира, „довести до коначног ослобођења које је од почетка било обећање [руске] револуције“.

### Случајност и непредвидивост стварности
За разлику од социјалистичког реализма који је наметнут као званични уметнички стил Совјетског Савеза, Пастернаков роман се у великој мери ослања на невероватне случајности (ослањање због које је радња критикована). Пастернак користи путање својих ликова који се често укрштају не само да исприча неколико прича различитих људи током вишедеценијског тока романа, већ и да нагласи хаотичну, непредвидиву природу временског периода у који је смештен, и стварности уопштеније. На крају, непосредно пре смрти, Живаго има откриће „неколико егзистенција које се развијају једно поред другог, крећући се једно поред другог различитом брзином, и о томе да је судбина једне особе у животу испред судбине друге и ко кога наџиви“. Ово одражава унакрсна путовања ликова током деценија и представља хировите шансе која управља њиховим животима.

## Критика
Едмунд Вилсон је о роману написао: „Доктор Живаго ће, верујем, постати један од великих догађаја у човековој књижевној и моралној историји“. В. С. Причхтт је написао у New Statesman -у да је роман „[т]прво генијално дело које је изашло из Русије од револуције”. Када је роман изашао на италијанском језику, Андерс Остерлинг, тадашњи стални секретар Шведске академије која додељује Нобелову награду за књижевност, написао је у јануару 1958: „Јак патриотски акценат се јавља, али без трага празне пропаганде... Својом богатом документацијом, интензивним локалним колоритом и психолошком искреношћу, ово дело убедљиво сведочи о томе да креативни факултет у књижевности ни у ком смислу није изумро у Русији. Тешко је поверовати да би совјетске власти могле озбиљно да предвиде забрану његовог објављивања у земљи његовог рођења.”
Неки књижевни критичари су „утврдили да у роману нема праве радње, да је његова хронологија збркана, да су главни ликови необично избрисани, да се аутор превише ослањао на измишљене случајности. Владимир Набоков, који је славио Пастернакове књиге поезије као дела „чистог, необузданог генија“, међутим, сматрао је да је роман „жалосна ствар, неспретна, отрцана и мелодраматична, са стварним ситуацијама, сладострасним адвокатима, невероватним девојкама, романтичним разбојницима и баналне случајности“. С друге стране, неки критичари су га хвалили зато што је то ствари које, по мишљењу преводиоца Ричарда Певира, никада није требало да буде: дирљива љубавна прича или лирска биографија песника у којој се појединац суочава са суморним реалности совјетског живота. Пастернак је бранио бројне случајности у заплету, рекавши да су оне „особине које карактеришу тај помало својевољни, слободни, маштовити ток стварности“.

## Адаптације

### Телевизија
- Бразилска телевизијска серија из 1959. (тренутно недоступна) била је прва екранизација.[29]
- Британска телевизијска серија из 2002. Доктор Живаго у главним улогама су Ханс Матесон, Кира Најтли, Александра Марија Лара и Сем Нил. Емитовала га је ИТВ у Великој Британији у новембру 2002. и на Мастерпис театру у САД у новембру 2003.
- Руска мини-серија из 2006. у продукцији Мосфилма. Укупно време трајања је преко 500 минута (8 сати и 26 минута).

### Филм
Најпознатија адаптација Доктора Живага је филмска адаптација Дејвида Лина из 1965. године, у којој су египатски глумац Омар Шариф као Живаго и енглеска глумица Џули Кристи као Лара, са Џералдин Чаплин у улози Тоње и Алеком Гинисом као Јевграф. Филм је био комерцијално успешан и освојио је пет Оскара . Још увек се сматра класичним филмом, упамћен и по партитури Мориса Жара, која садржи романтичну „Ларина тема“. Иако верни радњи романа, прикази неколико ликова и догађаја приметно се разликују, а многе споредне приче су избачене.

### Позориште
- Мјузикл под називом Доктор Живаго премијерно је приказан у Перму, Русија на Уралу, 22. марта 2007. и остао је на репертоару Пермског драмског позоришта током његове 50. годишњице.[30][31][32]
- Доктор Живаго је више пута адаптиран као мјузикл на енглеском језику.
- Мјузикл Живаго на шведском језику премијерно је изведен у Опери у Малмеу у Шведској 29. августа 2014.[33]
- Мјузикл је у Јапану продуцирао Takarazuka Revue у фебруару 2018.[34]